# مارك بلكينغتون
مارك بلكينغتون (بالإنجليزية: Mark Pilkington)‏ هو كاتب بريطاني، ولد في 26 فبراير 1973 في لندن في المملكة المتحدة.

## وصلات خارجية
- الموقع الرسمي